# 映画『戦艦ポチョムキン』の中の保母のための習作

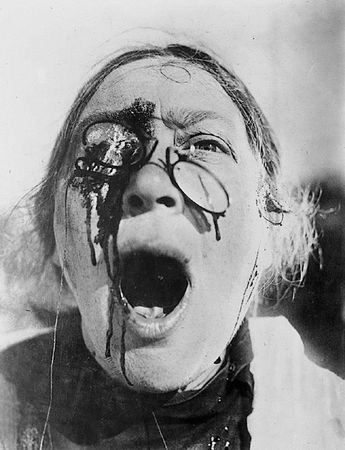
『戦艦ポチョムキン』の一場面

映画『戦艦ポチョムキン』の中の保母のための習作（えいがせんかんぽちょむきんのなかのほぼのためのしゅうさく、英：Study for the nurse in the film "Battleship Potemkin"、独：Studie für die Kinderschwester in dem Film "Panzerkreuzer Potemkin" von Eisenstein）は、フランシス・ベーコン（1909年 - 1992年）が1957年にセルゲイ・エイゼンシュテインの『戦艦ポチョムキン』に出てくる保母（nurse）の叫びをテーマとして描いた絵画。
「保母」は、映画中でオデッサの階段において銃撃された犠牲者の一人であり、ずれた鼻眼鏡と大きく開けた口が特徴。ベーコンはこの「保母」を他の作品の題材としても取り入れており、特に「叫ぶ教皇」と題した一連の作品が知られる。
ドイツのフランクフルト・アム・マイン市にあるシュテーデル美術館に所蔵されている。